# Drapeau de Tenerife

Drapeau de Tenerife

Le drapeau de Tenerife arbore un sautoir blanc, une crux decussata (Croix de saint André ou Croix de Bourgogne) sur un fond bleu.

## Signification
Il n'y a aucune signification officielle justifiant les couleurs du drapeau, mais traditionnellement la couleur bleu marine a été identifiée à la mer en raison de la nature insulaire de Tenerife, et la couleur blanche à la neige blanche qui recouvre le mont Teide et les sommets pendant l'hiver.
Le blanc correspond aussi au nom que différentes cultures ont donné à Tenerife. Ainsi les Benahoaritas (indigènes guanches de l'île de La Palma) appelaient l'île « montagne blanche » ou « montagne claire » selon l'une des explications proposées pour le nom actuel de Tenerife : tene « montagne » et ife « blanc ». Les Romains appelaient l'île Ninguaria ou Nivaria (du latin nix, nivis « neige »), en lien avec la neige du mont Teide.

## Histoire
Le drapeau de Tenerife a son origine dans le drapeau de la province maritime des îles Canaries, attribué par arrêté royal le 30 juillet 1845. Cette province a été divisée le 27 novembre 1867 en deux nouvelles provinces maritimes, celle de Tenerife et celle de Las Palmas, en conservant pour celle de Tenerife le drapeau de l'ancienne province maritime des îles Canaries.
Le drapeau a été officiellement adopté comme drapeau de l'île de Tenerife le 9 mai 1989.
Le drapeau de Tenerife est très similaire à celui de l'Écosse, la différence étant que celui de Tenerife est d'un bleu plus foncé. La couleur bleue du drapeau de Tenerife est définie comme Pantone 280. Cette nuance spécifique de bleu est connue pour être utilisée par différents drapeaux nationaux tels que le drapeau de la France ; celui du Royaume-Uni ; celui de l'Australie ; et celui de la Nouvelle-Zélande, entre autres.